# Echo Mensa
L'Echo Mensa è una struttura geologica della superficie di Io.